# 安東尼諾 (堪薩斯州)
安東尼諾（英語：Antonino）是位於美國堪薩斯州埃利斯縣的一個非建制地區。該地的面積和人口皆未知。

## 地理
安東尼諾所處的海拔為高於海平面642米（即2106英呎），而該地所採用的時區為UTC-6，即北美中部時區（CST）。同時該地設有夏令時間，為UTC-6調快一小時，即UTC-5（CDT）。